# Antonio José Gomes De Matos
Antonio José Gomes De Matos, també conegut com a Toni Lambada, (Brasilia, 26 d'octubre de 1965) és un exfutbolista brasiler, que jugava en la posició de davanter.

## Trajectòria
Provinent del San José brasiler, a la temporada 89/90 fitxa pel València CF. Eixe any és titular i marca 6 gols en 36 partits. Als anys següents la seua aportació aniria minvant, fins a aparèixer tan sols en un partit de la temporada 92/93. Aquella temporada, a més a més, va ser cedit al Reial Valladolid, que militava a la Segona Divisió.
A València és recordat pels quatre gols que li feu al Celta en al temporada 1989-90.